# Équipe des États-Unis féminine de soccer des moins de 23 ans
Cet article traite de l'équipe féminine. Pour l'équipe masculine, voir Équipe des États-Unis olympique de soccer.
Maillots
L'équipe des États-Unis féminine de soccer des moins de 23 ans est une équipe féminine de soccer (football) pour jeunes dirigées par US Soccer. Son rôle principal est le développement de joueuses en amont de la sélection nationale. L'équipe participe à diverses compétitions, dont la Nordic Cup. 

## Histoire

### Les débuts en tant que programme U-20
La sélection U-23 des États-Unis existe depuis 1989, mais elle était dédiée aux joueuses U-20 de sa création jusqu'en 1998. Son objectif principal était de préparer les joueurs universitaires à passer au niveau international. Les femmes n'avaient alors aucune autre opportunité viable pour s'améliorer, à l'exception de l'étranger, car les États-Unis n'avaient pas de ligue nationale de haut niveau pendant cette période. 

### Le passage à U-21
En 1998, la Fédération des États-Unis de soccer décide de faire de la sélection une équipe U-21 afin de donner aux femmes un niveau de jeu plus élevé et de mieux les préparer à l'équipe nationale A. Conformément à cette stratégie, l'équipe U-21 a fréquemment aligné des joueuses « trop âgés » dans les camps d'entraînement U-21, ainsi que dans la Nordic Cup . Elle est restée une équipe U-21 pendant 10 ans. 

### Compétition en équipe U-23
L'année 2008 voit le passage de la plus ancienne équipe nationale de jeunes des États-Unis vers le niveau U-23. Cette décision a été prise par la Fédération des États-Unis de soccer en réponse aux changements de niveau d'âge que la FIFA a apporté à sa plus ancienne compétition féminine de football. Désormais nommée Coupe du monde féminine U20, elle passe d'un tournoi U-19 à un tournoi U-20. Ce changement, associé à la nouvelle limite d'âge U-23 pour la Nordic Cup, incite la fédération à réorganiser son équipe de développement des jeunes. La nouvelle sélection U23 continue de servir de tremplin pour les joueuses universitaires et post-universitaires vers l'équipe nationale féminine des États-Unis. De plus, de nombreuses joueuses de moins de 23 ans se développent davantage grâce à la National Women's Soccer League. Alors que de nombreux joueuses post-universitaires jouent désormais dans cette ligue pour développer leur jeu, les U-23 se concentrés sur les joueurs de niveau universitaires qui sont hors saison et ne sont peut-être pas encore éligibles à la NWSL. 

## Sélection actuelle
Les 23 joueuses suivantes ont été appelées pour disputer le Tournoi Nordique, du 28 août au 2 septembre 2019,,.
| N° | Nat. | Poste | Nom du joueur |
| -- | ---- | ----- | ------------- |
|    |      | G     | Emily Boyd    |
|    |      | G     | Casey Murphy  |

| No. | Nat. | Position | Nom du joueur   |
| --- | ---- | -------- | --------------- |
|     |      | D        | Alana Cook      |
|     |      | D        | Schuyler DeBree |
|     |      | D        | Brooke Denesik  |
|     |      | D        | Emily Fox       |
|     |      | D        | Madison Pogarch |
|     |      | D        | Erin Simon      |
|     |      | D        | Samantha Staab  |
|     |      | D        | Gaby Vincent    |

| No. | Nat. | Position | Nom du joueur      |
| --- | ---- | -------- | ------------------ |
|     |      | M        | Carlyn Baldwin     |
|     |      | M        | Jordan DiBiasi     |
|     |      | M        | Julie James Doyle  |
|     |      | M        | Haley Hanson       |
|     |      | M        | CeCe Kizer         |
|     |      | M        | Savannah McCaskill |
|     |      | M        | Marisa Viggiano    |

| No. | Nat. | Position | Nom du joueur  |
| --- | ---- | -------- | -------------- |
|     |      | A        | Bethany Balcer |
|     |      | A        | Simone Charley |
|     |      | A        | Imani Dorsey   |
|     |      | A        | Summer Green   |
|     |      | A        | Hailie Mace    |
|     |      | A        | Paige Monaghan |

## Entraîneurs
- Jerry Smith (2001-2002)
- Chris Petrucelli (2003-2004)
- Jill Ellis (2005-2006)
- Bill Irwin (2007-2011)
- Randy Waldrum (2012-2013)
- Steve Swanson (2013-2014)
- Janet Rayfield (2015-2016)
- Laura Harvey (2017)
- B.J. Snow (2017-2019)
- Matt Potter (2020-)